# Aiguille de Péclet
L'Aiguille de Péclet (3.566 m s.l.m.) è una montagna delle Alpi della Vanoise e del Grand Arc nelle Alpi Graie. Si trova sopra la stazione sciistica Val Thorens e poco a nord del Monte Gébroulaz. È possibile salire sulla vetta partendo da Val Thorens.